# 曾庆高
曾庆高（1969年6月2日—），是已退役的中国职业足球运动员和现役足球教练。

## 俱乐部生涯
曾庆高在武汉武钢开始足球生涯，1997年转投前卫寰岛参加中国足球甲A联赛。2000年，他加盟甲B球队广州太阳神。他在2000赛季最后一轮广州太阳神和北京宽利的保组大战进行到补时阶段最后一分钟时打进一个远射，帮助太阳神1比0击败对手，从而积分超过北京宽利而保组成功。
2001年他回到湖北，加盟甲B球队武汉红桃K，并在2002赛季结束后宣布退役。

## 教练生涯
退役后曾庆高前往斯托克港足球俱乐部举办的足球教练培训班学习，随后成为武汉梯队的教练，并在2007年率领武汉城运队（U17）在第六届城运会上夺得冠军。
2010年5月2日，曾庆高加盟湖北东方国旅，担任一线队助理教练。